# Acartauchenius planiceps
Acartauchenius planiceps là một loài nhện trong họ Linyphiidae.
Loài này thuộc chi Acartauchenius. Acartauchenius planiceps được Robert Bosmans miêu tả năm 2002.